# Soehrensia formosa
Soehrensia formosa ist eine Pflanzenart aus der Gattung Soehrensia in der Familie der Kakteengewächse (Cactaceae). Das Artepitheton formosa leitet sich vom lateinischen Wort formosus für ‚stattlich‘ ab und verweist auf das Erscheinungsbild der Pflanzen.

## Beschreibung
Soehrensia formosa wächst zunächst einzeln, verzweigt später gelegentlich von der Basis aus und bildet dann Gruppen. Die kugelförmigen bis zylindrischen, hellgrünen bis blaugrünen Triebe erreichen bei Durchmessern von 25 bis 50 Zentimetern Wuchshöhen bis zu 1,5 Meter. Es sind 27 bis 50 gerundete Rippen vorhanden, die deutlich gekerbt und gehöckert sind. Die auf ihnen befindlichen dunklen Areolen stehen bis zu 1 Zentimeter voneinander entfernt. Aus ihnen entspringen nadelige, gelbliche bis rötlich braune Dornen. Die zwei bis neun Mitteldornen sind 3 bis 20 Zentimeter lang. Die neun bis 15 Randdornen sind ausgebreit, gerade oder wenig gebogen und weisen eine Länge von bis 3 Zentimetern auf.
Die breit trichterförmigen, roten bis orangeroten bis gelben Blüten erscheinen in der Nähe des Triebscheitels und sind am Tag geöffnet. Sie sind 6 bis 9 Zentimeter lang und besitzen ebensolche Durchmesser. Die breit kugelförmigen, grünen Früchte weisen eine Länge von bis zu 3 Zentimetern auf und erreichen Durchmesser von 4 Zentimetern.

## Verbreitung, Systematik und Gefährdung
Soehrensia formosa ist im bolivianischen Departamento Tarija, in den argentinischen Provinzen Salta, Tucumán, Catamarca, La Rioja, San Juan und Mendoza sowie im angrenzenden Nordosten Chiles in den Hochlagen der Anden von bis zu über 4000 Metern verbreitet.
Die Erstbeschreibung als Echinocactus formosus durch Ludwig Georg Karl Pfeiffer wurde 1837 veröffentlicht. Boris O. Schlumpberger stellte die Art 2012 in die Gattung Soehrensia. Weitere nomenklatorische Synonyme sind Echinopsis formosa (Pfeiff.) Jacobi ex Salm-Dyck (1850), Acanthocalycium formosum (Pfeiff.) Backeb. (1936), Lobivia formosa (Pfeiff.) Dodds (1937) und Trichocereus formosus (Pfeiff.) F.Ritter (1980).
Es werden folgende Unterarten unterschieden:
- Soehrensia formosa subsp. formosa
- Soehrensia formosa subsp. kieslingii (Rausch) Schlumpb.
- Soehrensia formosa subsp. korethroides (Werderm.) Schlumpb.
- Soehrensia formosa subsp. randallii (Cárdenas) Schlumpb.
- Soehrensia formosa subsp. rosarioana (Rausch) Schlumpb.

In der Roten Liste gefährdeter Arten der IUCN wird die Art als „Least Concern (LC)“, d. h. als nicht gefährdet geführt.

## Nachweise